# 骨密度
骨密度（bone density）又称骨矿物质密度、骨質密度，是指骨组织中骨矿物质的数量，具體是指每一体积骨組織中的骨矿物质的质量，单位为 g/cm³。临床上，多根据骨骼表面成像时每平方厘米的光密度代替，单位为 g/cm²。
骨密度在临床上被用作診斷骨质疏松和預測骨折风险的间接指标。低骨密度与骨折之间存在着统计学上的联系。